# CSX公司
CSX公司（英語：CSX Corporation）是一家专注于北美洲铁路运输和房地产等行业的美国控股公司。该公司成立于1980年，由切西系统（Chessie System）和海岸沿海线工业（Seaboard Coast Line Industries）合并而成。1986年，原属于这两家公司的多个铁路公司整合为单一的CSX运输公司（CSX Transportation），成为CSX公司的核心业务。最初，公司总部设在弗吉尼亚州里士满，后于2003年迁至佛罗里达州杰克逊维尔。作为财富美国500强企业之一，CSX公司及其子公司已成为美国领先的运输服务供应商之一，通过铁路和多式联运业务为客户提供高效的物流解决方案。

## 旗下业务
CSX运输是CSX公司的主要营运子公司，其铁路网络覆盖密西西比河以东大部分州份、华盛顿哥伦比亚特区以及加拿大安大略省和魁北克省，总里程约2万英里。这一庞大的网络将关键人口中心与70多个海洋、河流和湖泊港口连接起来，包括大西洋和墨西哥湾沿岸、密西西比河、五大湖以及圣劳伦斯海道。此外，CSX运输还与230多家短线铁路和区域铁路公司合作，为数千家生产和分销设施提供运输服务，成为供应链中的重要一环。
在多式联运领域，CSX多式联运终端公司（CSX Intermodal Terminals）负责协调终端服务和卡车运输，确保集装箱和半挂式卡车在铁路与公路之间的高效转运。该公司在美国东部营运着50多个多式联运终端，通过卡车将货物从终端运送至客户手中，进一步提升了物流效率。这一业务模式不仅降低了运输成本，也为客户提供了更灵活的物流选择。
除了核心的铁路运输业务，CSX公司还通过多家子公司拓展多元化业务。CSX技术公司（CSX Technology）提供广泛的信息技术应用和支持服务，包括货运调度、跟踪监控以及数据资源管理和网络架构等，为公司的运输系统提供技术保障。CSX房地产公司（CSX Real Property Inc.）则专注于土地销售、租赁、收购和管理，同时开发铁路沿线资源，用于工业用途或公用事业、管道及通信传输线路的建设。
此外，TRANSFLO公司致力于优化铁路与卡车之间的产品转运流程，提供安全高效的物流解决方案。而总分销服务公司（Total Distribution Services Inc.）则专注于汽车行业，通过分布在CSX铁路系统沿线的仓储和分销中心，为密西西比河以东地区及东海岸、墨西哥湾沿岸的港口提供服务。

## 子公司
- CSX运输公司（CSX Transportation, Inc.）[1]
- CSX Intermodal Terminals, Inc.[1]
- CSX Real Property, Inc.[1]
- CSX Technology, Inc.[2]
  - Chessie Computer Service, Inc [2]
  - Cybernetics & Services, Inc.[2]
- Total Distribution Services, Inc.[1]
- TRANSFLO Corporation
- Fruit Growers Express
- CSX de Mexico
- Consolidated Rail Corporation（与诺福克南方合营）
- Winston-Salem Southbound Railway（与诺福克南方合营）
- Powerhouse Logistics